# There Goes the Neighbourhood
There Goes the Neighbourhood ist das dritte Studioalbum der englischen Rockband Kid Kapichi. Es erschien am 15. März 2024 über Spinefarm Records.

## Entstehung
Sänger Jack Wilson erklärte bei der Albumveröffentlichung, dass das neue Album an seinen Vorgänger Here’s What You Could Have Won anknüpfen würde, weil es „mehr zu entdecken gäbe“. Die Band hätte sich bewusst dazu entschieden, nicht von ihrem Pfad abzuweichen. Die Lieder des neuen Albums wären „textlich und musikalisch prägnanter, aussagekräftiger und durchdachter“. Wilson beschrieb rückblickend das Debütalbum This Time Next Year als hoffnungsvollen Ausblick aus einer trostlosen Situation hinaus, während Here’s What You Could Have Won sich wie eine verpasste Gelegenheit anfühlt und als Chance, es besser zu machen, nachdem die Gesellschaft es „verbockt“ hat. There Goes the Neighbourhood ist die Erkenntnis, dass die Chance verpasst wurde.
Aufgenommen wurde das Album in den Echo Zoo Studios in Eastbourne. Produziert wurde There Goes the Neighbourhood von Dom Craik, dem Gitarristen der Band Nothing but Thieves, Jonathan Gilmore und der Band selbst. Als Gastsänger ist Suggs von der Band Madness bei dem Lied Zombie Nation zu hören. Suggs wurde durch seinen Schwiegersohn auf die Band aufmerksam gemacht. Gleichzeitig wurde die Band gefragt, mit wem sie gerne zusammenarbeiten möchten und Sänger Jack Wilson schlug Suggs vor. Kurze Zeit später erhielt Wilson einen Anruf von Suggs, der zusagte und auch im Musikvideo mitspielte.

## Veröffentlichung
Am 31. August 2023 veröffentlichte die Band ihre erste Single Let’s Get to Work. Das dazugehörige Musikvideo wurde im Stadion The Pilot Field des lokalen Fußballclubs Hastings United gedreht. Die zweite Single Tamagotchi mitsamt dem dazugehörigen Musikvideo folgte am 3. November 2023. Gleichzeitig wurde das Album angekündigt. Die dritte Single 999 erschien am 12. Dezember 2023. Am 31. Januar 2024 erschien die vierte Single Get Down. Die fünfte und letzte Single Zombie Nation erschien schließlich am 1. März 2024. Gastsänger Suggs spielt im Musikvideo mit.
Das Albumcover wurde von dem Logo der in den 1980er Jahren im Vereinigten Königreich verbreiteten Neighbourhood Watch, zu deutsch Nachbarschaftswache, inspiriert. Zur Albumveröffentlichung brachte die Band in Zusammenarbeit mit der Brauerei Bad Boy Brewing Co. ein Lagerbier heraus. Am 25. Oktober 2024 veröffentlichte die Band eine „Deluxe Edition“ des Albums, die als Bonus die beiden Titel Newsnight und The Sun Never Sets on Planet Cool sowie Liveaufnahmen der Titel New England und Artillery enthält. Das Albumcover der Deluxe Edition ist rot statt gelb wie bei der regulären Version.

## Hintergrund
Laut dem Gitarristen Ben Beetham geht es auf dem Album vereinfacht um den „Kollaps“ des Vereinigten Königreiches. Der Titel bezieht sich auf „die Milliardäre und Regierungen, die die Macht übernommen haben und kein Interesse daran zeigen, den einfachen Menschen zu helfen“. Der Schaden wäre bereits angerichtet und jetzt würden die Menschen die Resultate davon sehen.
Let’s Get to Work ist laut dem Sänger Jack Wilson ein motivierendes Lied, um seine Arbeit selbst zu erledigen. Dies wäre gerade in Zeiten wie diesen sehr wichtig, in denen man sich „nicht auf die Regierung verlassen kann“. Man wäre „mehr auf seine Freunde, Familie und Geliebte angewiesen um zusammen zu kommen, weil niemand anderes uns helfen wird“. Über den Videodreh bei Hastings United erklärte Jack Wilson, dass er und seine Bandkollegen „den Verein sehr lieben und er viele der Werte vertritt, die die Band im Zusammenhang mit der Gemeinschaft, die sie so sehr schätzen, für wichtig halten“. Tamagotchi handelt davon, 30 Jahre als zu werden. Laut Jack Wilson hätte man „erstmals das Gefühl, dass das Leben einem wegläuft“. Je älter man wird, desto „nostalgischer wird man über die Vergangenheit und die guten Zeiten“. Das Lied wäre eine „Hommage an diese Zeiten und sehnliche Erinnerungen, während man sich stur an die klammert“.
Die Lieder Can EU Hear Me? und Zombie Nation befassen sich kritisch mit den Folgen des Brexit, dem Austritt des Vereinigten Königreich aus der Europäischen Union. Darüber hinaus kritisiert die Band in den Liedern Politiker, die den Gemeinschaftssinn der Bevölkerung zu zerstören, den Sänger Jack Wilson als die gesellschaftliche Essenz bezeichnet. Get Down handelt von einer Partynacht, von der Euphorie vor den ersten Drinks bis zu ihren lückenhaften Enden. 999 kritisiert die Polizei. Wie die Politik wäre die Polizei institutionell rassistisch, voller Misogynie und sexualisierter Gewalt. Außerdem wird der Polizei gestattet, sich über das Gesetz hinwegzusetzen, ohne dass es Konsequenzen gibt. Der Liedtitel bezieht sich auf die Notrufnummer der Polizei im Vereinigten Königreich. Zombie Nation handelt davon, wie die Menschen ihr Vertrauen in die Regierung verlieren, die sie für unsympathisch halten. Darüber hinaus ist das Lied eine Hommage an Terry Hall, dem im Jahre 2022 verstorbenen Sänger der Ska-Band The Specials. Das abschließende Lied Jimi ist dem US-amerikanischen Sänger Jimi Rlddle gewidmet.

## Rezeption

### Rezensionen
Laut Lisa Elsen vom deutschen Magazin Visions liefern Kid Kapichi „den Soundtrack zur Gefühlslage der Nation, mit gefletschten Zähnen und bissig-britischen Humor“. Die Band wäre „ein Großmeister in Sachen Kapitalismuskritik und Sarkasmus“ und bewegt sich „zu tanzbaren Beats durch die Eintönigkeit der Post-Brexit-Landschaften“. Elsen vergab neun von zwölf Punkten. Ihr Kollege Martin Burger hingegen kritisierte, dass Kid Kapichi „darauf aus sind, Rasierklingen in Zuckerwatte zu verkaufen“. Da „die Botschaft der Band nicht durchdringt“, vergab Burger fünf von zwölf Punkten. Kevin R. Emmers vom Onlinemagazin Frontstage Magazine schrieb, dass die Band „ihr Talent als Songwriter und Musiker beweisen“ und sich „als eine der aufregendsten Bands der modernen Rockszene durchsetzt“. There Goes the Neighbourhood wäre ein Album, das „gleichermaßen zum Protestieren und Feiern einlädt“ und das die Zuhörer „mit seiner Intensität und seiner emotionalen Aufrichtigkeit in den Bann zieht“. Kritischer zeigte sich Frank Thiessies vom deutschen Magazin Metal Hammer, der die „blecherne Produktion, die Abzählreim-Raps und die sägenden bis unangenehm schnarrenden Gitarren“ kritisierte und drei von sieben Punkten vergab.
Das britische Magazin Kerrang führte There Goes the Neighbourhood auf Platz 15 ihrer Liste der 50 besten Alben des Jahres 2024.

### Chartplatzierungen
| ChartsChartplatzierungen     | Höchstplatzierung | Wochen |
| ---------------------------- | ----------------- | ------ |
| Vereinigtes Königreich (OCC) | 90 (1 Wo.)        | 1      |